# Melanohalea ushuaiensis
Melanohalea ushuaiensis  (лат.) — вид листоватых лишайников семейства Пармелиевые. Впервые официально описан в 1917 году Александром Цальбрукнером  как Parmelia ushuaiensis. Тэд Эсслингер в 1978 году перевёл его в новый род Меланелия, который был создан для коричневых пармелиоидных видов. В 2004 году он перевёл его во вновь созданный род Меланохалеа. Является эндемиком Южной Америки.